# Omphalotropis carolinensis
Omphalotropis carolinensis é uma espécie de gastrópode  da família Assimineidae.
É endémica de Micronésia.